# Miltonmodel
Het Miltonmodel is een onderdeel van Neurolinguïstisch programmeren (NLP) dat zou beschrijven hoe onprecies en kunstig vaag taalgebruik kan worden ingezet, met name in een therapeutische (of coachende) setting, om de cliënt in staat te stellen associatief een eigen betekenis, vertrekkend van zijn eigen belevingswereld, toe te voegen. Door de gehanteerde spraakpatronen zou de gesprekspartner overgaan naar een andere stemming die volgens het model het onbewuste opent voor hypnotherapeutische werking.
Het Miltonmodel wordt beschouwd als het omgekeerde van het Metamodel. Het Miltonmodel en het Metamodel vormen de basis van NLP.
Het Metamodel tracht vage taalpatronen specifieker te maken, zoals
bijvoorbeeld semantische overtredingen, ontbrekende informatie en vervormingen van het wereldmodel. Bij het inzetten van het Miltonmodel, zet de therapeut deze vage taalpatronen juist zelf in. Daarnaast kent het Miltonmodel een serie hypnotische spraakpatronen die indirecte suggesties bevatten. Bijvoorbeeld: ingebedde opdrachten of verzoeken, negatieve opdrachten, citaten, aannames of gesprekspostulaten (niet bewijsbare stellingen om bepaalde feiten te kunnen begrijpen).

## Oorsprong
Het Miltonmodel is begin jaren 70 ontwikkeld door John Grinder en Richard Bandler door middel van wat zij noemden het 'modelleren' van de hypnosetechnieken van de Amerikaanse psychiater en klinisch hypnotherapeut Milton Erickson. Bandler en Grinder verzamelden en analyseerden de taalkundige patronen uit zijn therapieprotocollen en gaven om die reden diens naam aan het model.
Bandler en Grinder ontmoetten Erickson regelmatig en 'modelleerden' zijn aanpak gedurende meerdere maanden. In 1975-1976 publiceerden zij hun eerste editie met een set van patronen, in 1977 gevolgd door een tweede editie. Beide edities vormen samen de basis van het model, dat een middel zou zijn "om opzettelijk onprecies taalgebruik te hanteren, waardoor een persoon in staat gesteld wordt klinische problemen effectiever te verhelpen, op een onbewust of somatisch niveau."

## Het model
Het Miltonmodel is een verzameling van delen en patronen in de spraak die ervoor zouden dienen de gedachtelijn van de ander bij te sturen door kunstig vaag te zijn. Hierbij kan gecommuniceerd worden in zogenaamde grotere brokken (een meer algemeen gebruik van taal) en kleinere brokken (meer specifieke taal), waarbij het model stelt dat grotere brokken zorgen voor meer rapport en de kleinere brokken juist tot vermindering van de goede verstandhouding. Bij communicatie in kleinere brokken is er een grotere kans dat de ander van de beleving afgesloten wordt.
Volgens NLP kunnen de patronen van het Miltonmodel gebruikt worden om:
- af te stemmen op de denkwereld van de ander om rapport te bereiken
- ingang te krijgen tot onbewuste bronnen van de ander om informatie te verzamelen
- de ander in een andere stemming te brengen
- de ander af te leiden van de bewuste gedachtegang

## Indirecte methoden
Erickson hield vol dat het niet mogelijk was op een bewuste manier de onderbewuste geest te instrueren, en dat autoritaire suggesties gemakkelijk tot weerstand leiden. Volgens hem reageert het onderbewustzijn op openingen, kansen, metaforen en tegenstellingen. Effectieve hypnotische suggestie zou daarom kunstig vaag moeten zijn, ruimte latend voor de ander om de ontbrekende stukken in te vullen met wat hij of zij onderbewust begrijpt - zelfs wanneer men niet bewust begrijpt wat er aan de hand is. Een bekwaam hypnotherapeut dient deze ontbrekende kennis te construeren op een manier die het meest geschikt is voor de cliënt - op een manier die de meeste kans heeft te leiden tot de gewenste verandering.
Het Miltonmodel is opzettelijk vaag en metaforisch en wordt gebruikt om het Metamodel te verzachten en om indirecte suggesties te doen. Een voorbeeld:
- "Wanneer je voor het publiek spreekt zul je je niet zenuwachtig voelen."

Een directe suggestie verklaart vaak louter het doel, terwijl een indirecte suggestie minder autoritair is en ruimte laat voor interpretatie zoals:
- "Wanneer je voor het publiek spreekt, zou je kunnen merken dat je je zelfs zelfverzekerder voelt."

Dit tweede voorbeeld past een meer indirecte wijze toe, waarbij zowel het tijdsmoment als het niveau van het zelfvertrouwen vrij vaag blijft. Het zou nog indirecter kunnen, zoals in het volgende voorbeeld:
- "Wanneer je een keuze zult maken voor een publiek te spreken, mag je het aantrekkelijk vinden te merken hoe je gevoel veranderd is"

De keuze, het tijdsmoment en de reacties op het gehele proces zijn onder woorden gebracht. Echter geeft de onprecieze taal de cliënt de mogelijkheid de fijne details zelf in te vullen

## Boeken
- Walker, Wolfgang: Abenteuer Kommunikation - Bateson, Perls, Satir, Erickson und die Anfänge des Neurolinguïstischen Programmierens. Stuttgart: Klett-Cotta, 1996. ISBN 3-608-91976-7